# ملعب نيكو دوفانا
ملعب نيكو دوفانا هو ملعب متعدد الأغراض في دراس، ألبانيا. يستخدم حالياً في الغالب لمباريات كرة القدم ويعتبر الملعب البيتي لنادي تيوتا دراس الرياضي. يتسع لجلوس 12,040 متفرج.